# Jordanita budensis
Jordanita budensis is een vlinder uit de familie bloeddrupjes (Zygaenidae). De wetenschappelijke naam is voor het eerst geldig gepubliceerd in 1858 door Ad. & Au. Speyer.
De soort komt voor in Europa.